# 西日本フィナンシャルホールディングス
株式会社西日本フィナンシャルホールディングス（にしにっぽんフィナンシャルホールディングス）とは、2016年10月3日に設立した金融持株会社。

## 概要
2016年5月10日、福岡県を拠点とする地方銀行の西日本シティ銀行は、金融持株会社「西日本フィナンシャルホールディングス」を同年10月3日に設立し、持株会社制に移行すると発表した。2016年10月3日、西日本シティ銀行と、その子会社である長崎銀行及び西日本信用保証との共同株式移転により、共同持株会社である「西日本フィナンシャルホールディングス」が設立された。西日本シティ銀行・長崎銀行・西日本信用保証は西日本フィナンシャルホールディングスの子会社となり、東京証券取引所・福岡証券取引所に上場していた西日本シティ銀行に代わり、西日本フィナンシャルホールディングスが東京・福岡の両証券取引所に上場した。本社は西日本シティ銀行と同じ福岡市に置き、会長には久保田勇夫・西日本シティ銀行会長、社長は谷川浩道・西日本シティ銀行頭取がそれぞれ就任した。前述の3社のほか、九州カード・西日本シティTT証券・NCBリサーチ&コンサルティング・九州債権回収の4社も直接の子会社としている。
九州・山口地区の地方銀行が金融持株会社に移行する例は、最大手で福岡銀行・親和銀行・熊本銀行らを傘下に持つふくおかフィナンシャルグループ、傘下に山口銀行・北九州銀行・第二地方銀行のもみじ銀行を持つ山口フィナンシャルグループ、肥後銀行と鹿児島銀行の統合により2015年10月に誕生した九州フィナンシャルグループに続き4社目である。
「西日本フィナンシャルホールディングス」の誕生に伴い、新しいロゴマークが公表される。コーポレートカラーのオレンジ色を使い、太陽をモチーフにデザイン。太陽を中心に放射状に10枚の羽が伸びる形で未来を表現した。なお、このロゴマークは西日本シティ銀行のTVCMの冒頭に挿入される。
2020年以降、本店ビルの再開発にともない、当社の本部機構（西日本シティ銀行本店機能などを含む）を順次、西日本シティ銀行本店別館（旧西日本銀行本店ビル。西日本シティ銀行福岡支店が所在）に移設している（西日本シティ銀行本店営業部は、福岡支店内にブランチインブランチとされる）。本店別館も将来的な再開発が検討されている。

## 沿革
- 2016年（平成28年）
  - 5月10日 - 西日本シティ銀行が持株会社制移行を表明。ならびに、新会社の社名を『西日本フィナンシャルホールディングス』とすることを発表。
  - 6月29日 - 西日本シティ銀行の株主総会が開催され、金融持株会社「西日本フィナンシャルホールディングス」を10月に設立する議案が提案され、賛成多数で可決された[10][11]。
  - 9月28日 - 東京証券取引所・福岡証券取引所に上場していた西日本シティ銀行の株式が同日付を以て上場廃止。
  - 9月30日 - 金融庁、「西日本フィナンシャルホールディングス」の設立を認可[12]。
  - 10月3日 - 西日本シティ銀行・長崎銀行・西日本信用保証の共同株式移転により、株式会社西日本フィナンシャルホールディングス設立。九州カード・西日本シティTT証券・NCBリサーチ&コンサルティング・九州債権回収の4社の株式を西日本シティ銀行から取得し、直接の子会社とする[13]。

## 関連会社

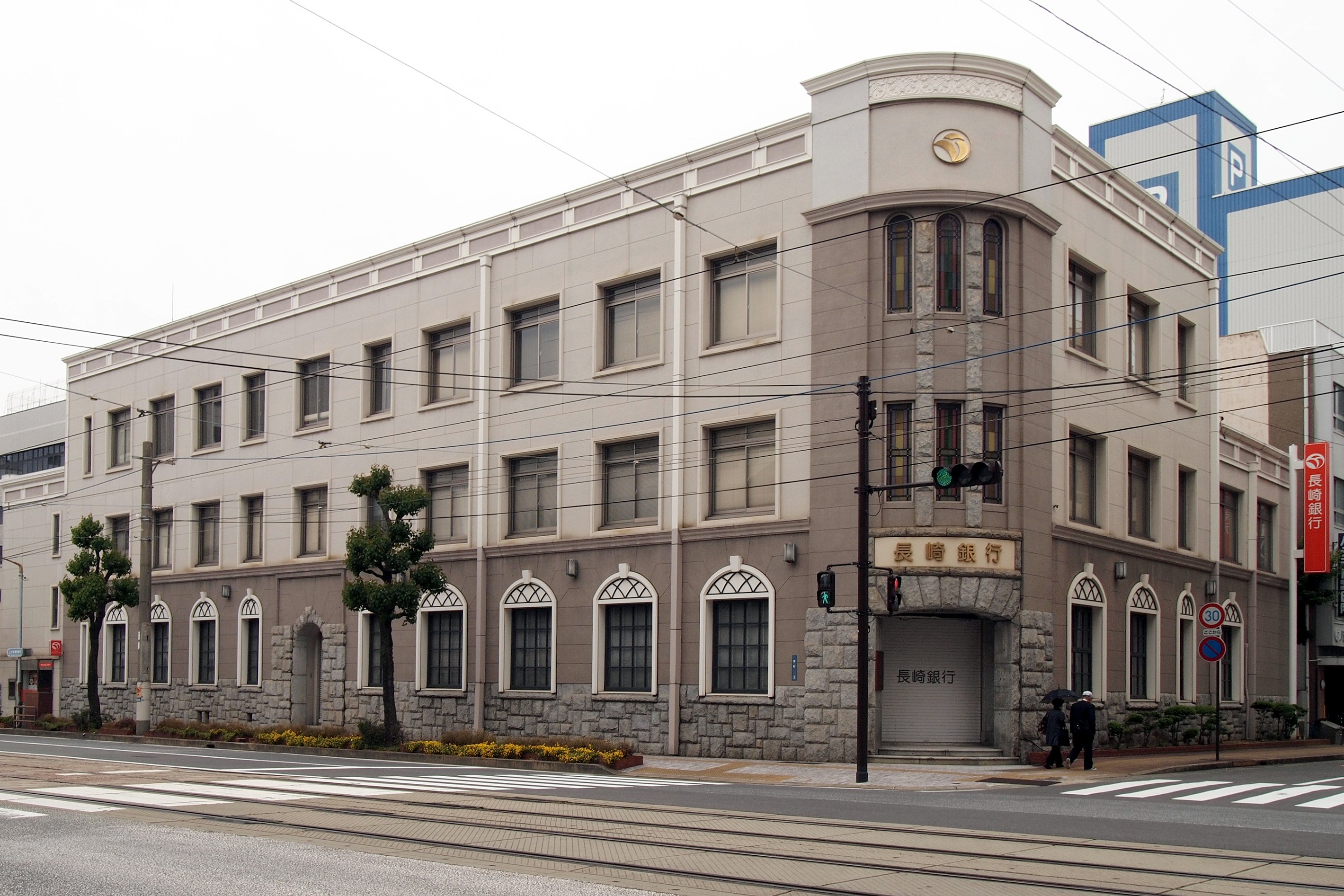
長崎銀行・本店

### 連結子会社
- 株式会社西日本シティ銀行
  - Nishi-NipponCity Preferred Capital(Cayman) Limited
- 株式会社長崎銀行
- 西日本信用保証株式会社
- 九州カード株式会社
- 株式会社NCBリサーチ&コンサルティング
- 九州債権回収株式会社
- 西日本シティTT証券株式会社

### 持分法適用関連会社
- 株式会社エヌ・ティ・ティ・データNCB